# Кезоручей (Ленинградская область)
Ке́зоручей — деревня в Подпорожском районе Ленинградской области. Входит в состав Подпорожского городского поселения.

## История
КЕЗОРУЧЕЙ — деревня при реке Свири, число дворов — 38, число жителей: 76 м. п., 91 ж. п.; Часовня православная. (1873 год)

Сборник Центрального статистического комитета описывал её так:

КЕЗОРУЧЕЙ — деревня бывшая государственная при реке Свири, дворов — 33, жителей — 198; Часовня, лавка. (1885 год)

Деревня относилась к Каномской волости.
Список населённых мест Олонецкой губернии:

КЕЗОРУЧЕЙ — деревня Тереховского общества при реке Свири, население крестьянское: домов — 44, семей — 52, мужчин — 118, женщин — 168; лошадей — 31, коров — 78, прочего — 86. (1905 год)

В конце XIX — начале XX века деревня административно относилась к Подпорожской волости 1-го стана Лодейнопольского уезда Олонецкой губернии.
С 1917 по 1922 год деревня входила в состав Тереховского сельсовета Подпорожской волости Лодейнопольского уезда Олонецкой губернии.
С 1922 года в составе Ленинградской губернии.
С 1927 года в составе Подпорожского района. В 1927 году население деревни составляло 336 человек.
Согласно карте Ленинградской области Северо-западного аэрогеодезического треста ГГУ издания 1932 года деревня насчитывала 38 крестьянских дворов.
По данным 1933 года деревня называлась Кезручей и входила в состав Тереховского сельсовета Подпорожского района.

Деревня Кезоручей на карте РККА 1936 года

С 1 августа 1941 года по 31 мая 1944 года деревня находилась в финской оккупации.
С 1950 года в составе Важинского сельсовета.
С 1963 года в составе Лодейнопольского района.
В 1958 году население деревни составляло 227 человек.
С 1965 года вновь в составе Подпорожского района.
По данным 1966 года деревня также находилась в составе Важинского сельсовета.
По данным 1973 и 1990 годов деревня Кезоручей находилась в административном подчинении Никольского поселкового совета.
В 1997 году в деревне Кезоручей Никольского поссовета проживали 44 человека, в 2002 году — 52 человека (русские — 77 %).
В 2007 году в деревне Кезоручей Подпорожского ГП — 37человек.

## География
Деревня расположена в северо-западной части района на автодороге 41К-727 (Подпорожье — Лаптевщина).
Расстояние до административного центра поселения — 3 км.
Расстояние до ближайшей железнодорожной станции Свирь — 8 км.
Деревня находится на левом берегу реки Свирь.

## Демография
| 2007 | 2010 | 2017 |
| ---- | ---- | ---- |
| 37   | ↘30  | ↘29  |

### Национальный состав
Согласно данным Всероссийской переписи населения 2021 года в деревне проживали 35 человек, все русские.

## Фото

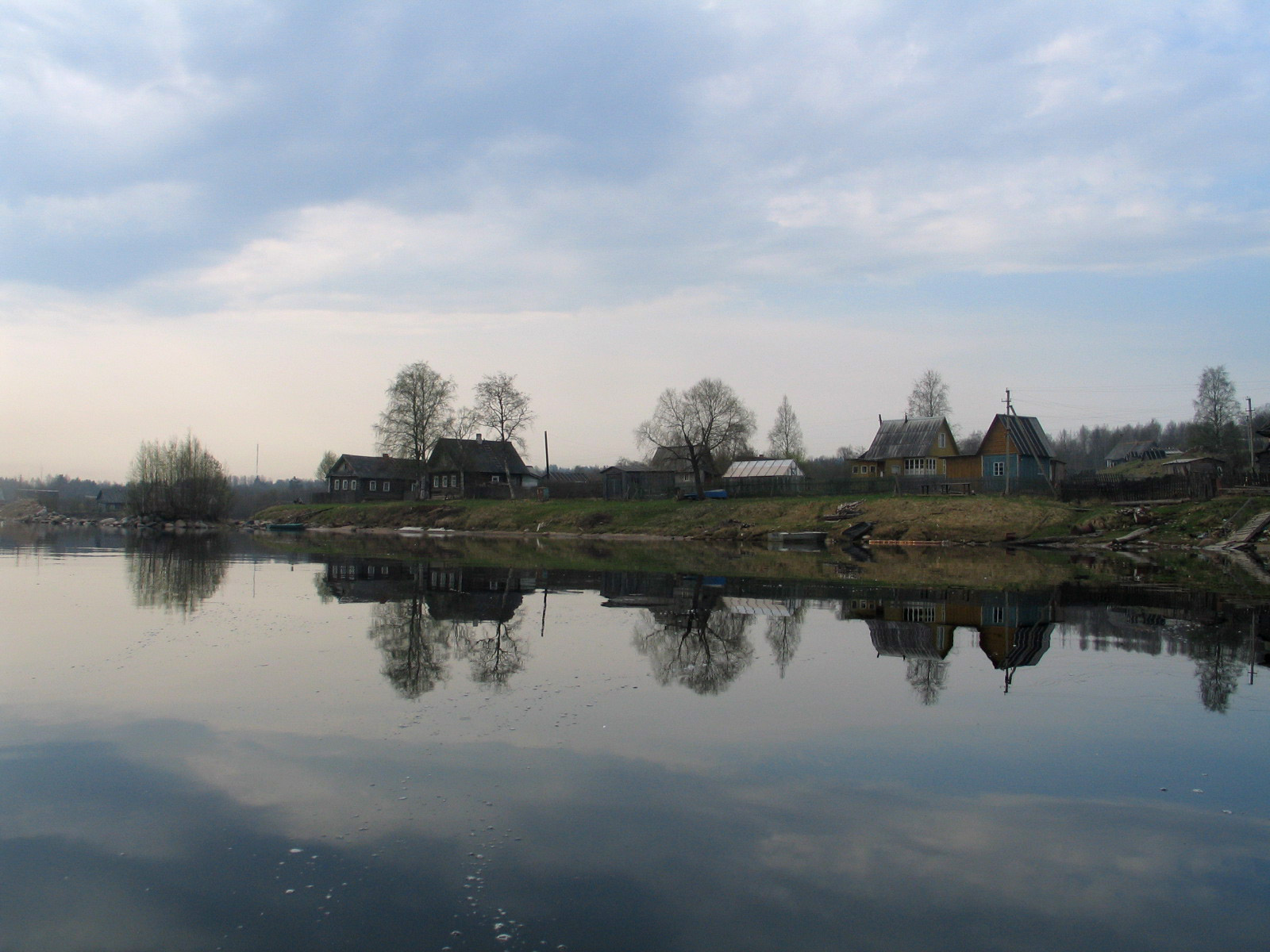
Вид на д. Кезоручей с реки Свирь
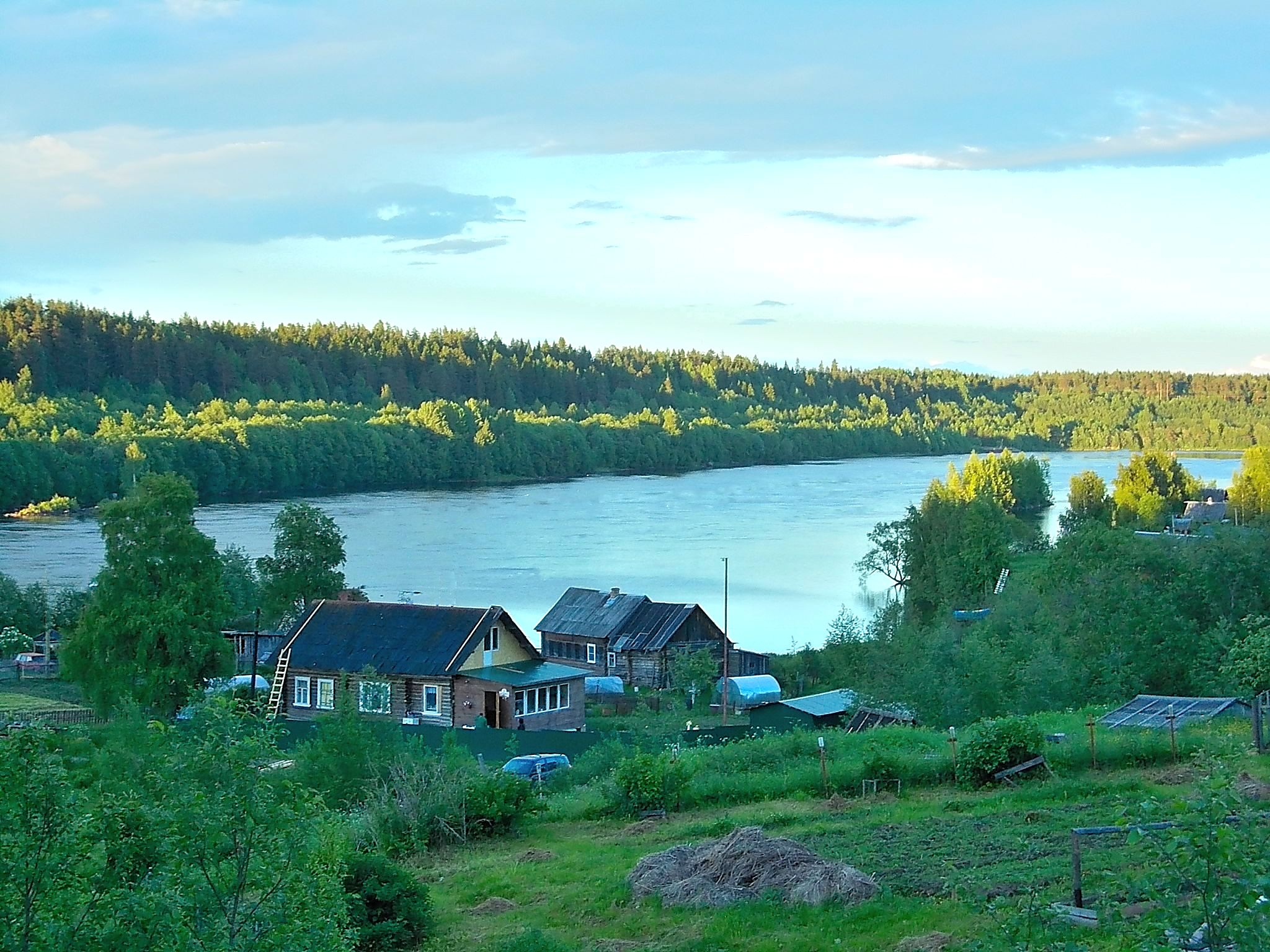
Вид на реку Свирь
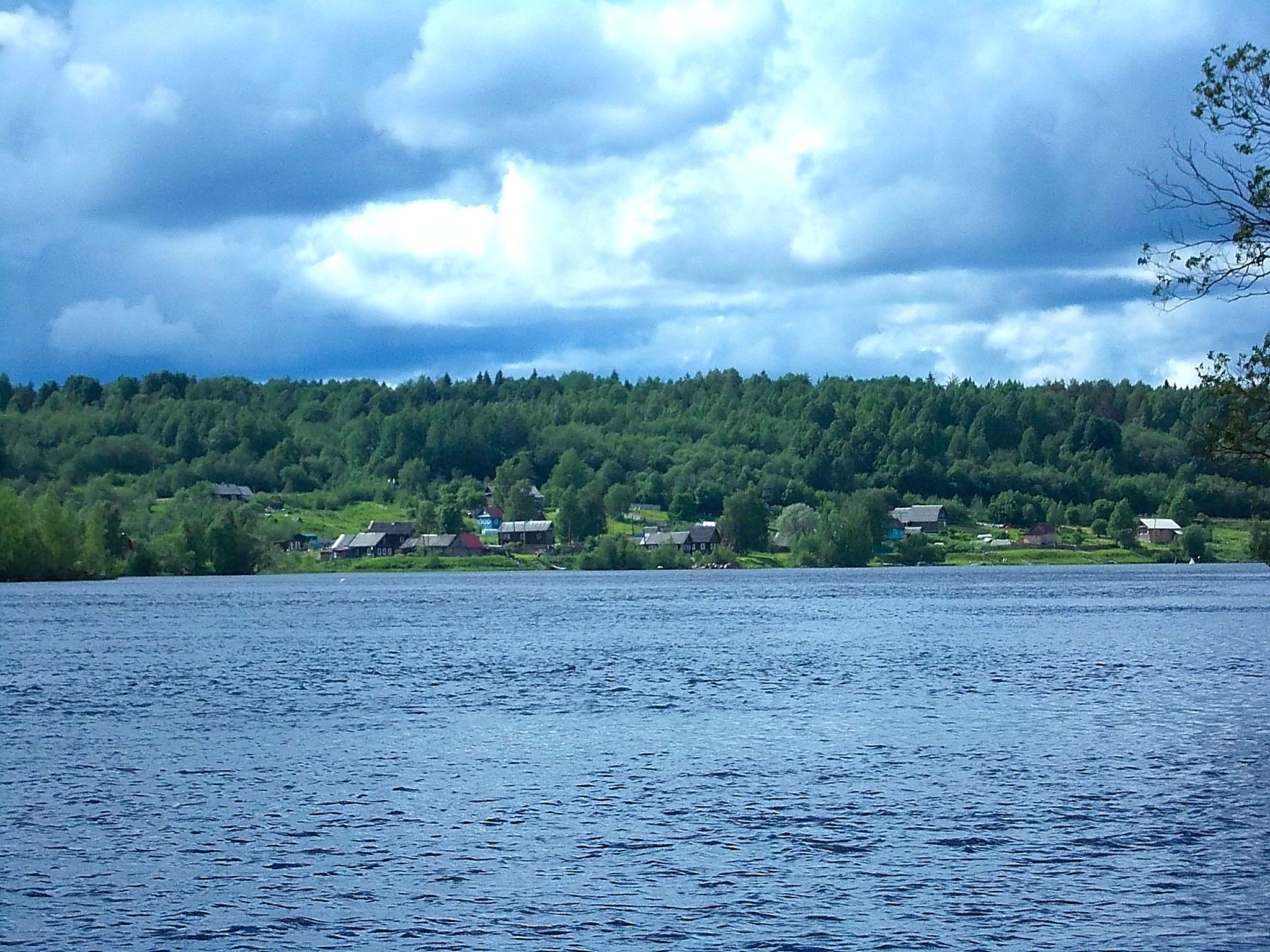
Вид на дома д. Кезоручей
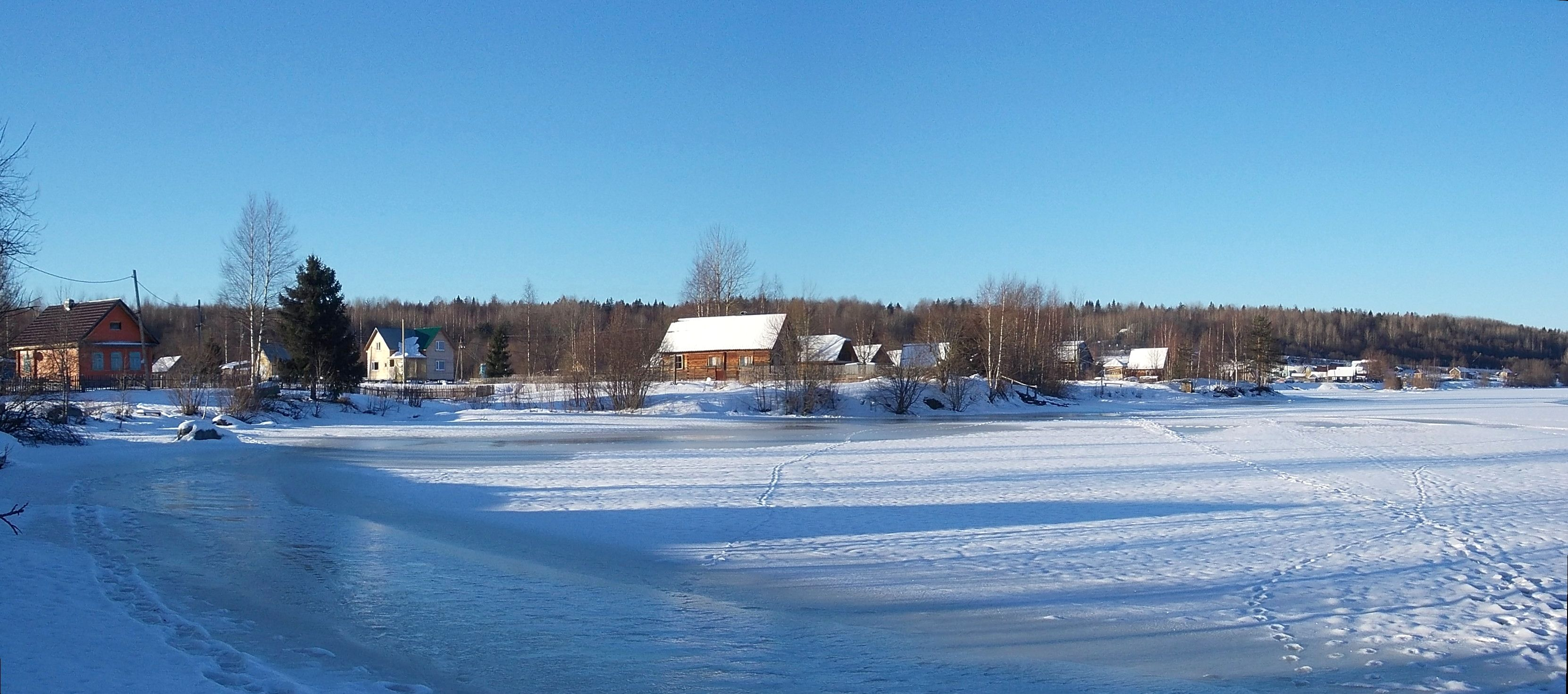
Деревня Кезоручей зимой

## Улицы
Берёзовая, Восьмой проезд, Второй проезд, Девятый проезд, Луговая, Малиновая, Первый проезд, Пятый проезд, Седьмой проезд, Третий проезд, Четвёртый проезд, Шестой проезд.